# Johan Wilhelm Lindgren

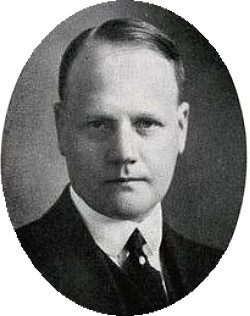
Johan Wilhelm Lindgren.

Johan Wilhelm Lindgren, född 13 augusti 1880 i Kristinehamn, död 13 juli 1942 i Saltsjöbadens församling, var en svensk verkställande direktör.
Lindgren var från 1931 till sin död verkställande direktör i Järnvägs AB Stockholm–Saltsjön. Han var även styrelseledamot i bland annat Trafik AB Stockholm-Björknäs, Saltsjöbadens Hotell AB, Saltsjöbadens Sanatorium AB och Saltsjöbadens samskola samt ledamot av Svartlösa härads vägstyrelse.